# هرناندية ستوكسية
هرناندية ستوكسية (الاسم العلمي:Hernandia stokesii) هي نوع من النباتات تتبع جنس الهرناندية من فصيلة الهرنانديات.